# Mais Fogo, Mais Glória
Mais Fogo, Mais Glória é o terceiro álbum ao vivo do grupo cristão Santa Geração, liderado por Antônio Cirilo, sendo o décimo álbum de toda a sua discografia. É um álbum duplo, onde o primeiro disco conta com as canções e o segundo uma mensagem e ministração.

## Faixas
CD 1
1. "Faça-me ouvir, faça-me sentir"
2. "Mais fogo, mais glória"
3. "Teu amor me faz fluir"
4. "Apocalipse"
5. "Aleluia"
6. "Faz-me brilhar"
7. "The Lord Is Good"

CD 2
1. "Ministração: Eu Te buscarei Senhor"
2. "Mensagem: Os três níveis da santidade"